# Зъбера
Зъбера (или Белотински Зъбер) е възвишение в Северозападна България, Западен Предбалкан, област Монтана, до село Белотинци.
Възвишението Зъбера се издига във външната структурна ивица на Западния Предбалкан, като по северното и източното му подножие преминава условната граница между Предбалкана и Дунавската равнина. На север и запад достига до долината на река Нечинска бара (десен приток на Лом) и долното течение на десния ѝ приток Карачица. На изток със стръмни склонове се спуска към Дунавската равнина, а на юг чрез седловина висока 363 м се свързва с Широка планина.
Възвишението има овална форма, като от север на юг е дълго 3,7 км, а ширината му от запад на изток е 3 км. Максималната му височина е връх Зъбера (436,4 м), издигащ се непосредствено южно от село Белотинци.
Изградено е от горнокредни варовици и е остатък от разрушената Белоградчишка антиклинала. Северният и западният му полегати склонове, спускащи се към реките Нечинска бара и Карачица са заети от лозови насаждения.
В североизточния стръмен склон на възвишението е разположено село Белотинци и там на протежение от 3,8 км преминава участък от първокласен път № 1 от Държавната пътна мрежа Видин – София – ГКПП „Кулата“.

## Топографска карта
- Лист от карта K-34-22. Мащаб: 1 : 100 000.